# Gautam Singhania
Gautam Hari Singhania (Bombay, India, 9 de septiembre de 1965)  es un empresario textil indio. Actualmente es el presidente y director general de Raymond Group, el mayor productor mundial de telas para trajes e indumentaria en general.

## Biografía
Gautam Singhania nació en una familia de empresarios de la India, hijo de Vijaypat Singhania y Ashabai Singhania.
Gautam Singhania se unió al grupo de empresas JK Group de la familia Singhania en 1986. Más tarde se unió al grupo Raymond de la familia y se convirtió en director en 1990, gerente general en julio de 1999, y actualmente es presidente desde septiembre de 2000. Reestructuró el grupo y vendió la firma Raymond de negocios no relacionados con indumentaria (sintéticos, acero y cemento). Así, la empresa se enfocó en telas, marcas de ropa, profilácticos (condones KamaSutra) y artículos de tocador para hombres. También se ha centrado en asociaciones internacionales para Raymond, incluidas empresas conjuntas con UCO Textiles of Belgium (denim) y Gruppo Zambaiti de Italia (shirting). Desde 2012, el patrimonio neto de Singhania se estima en alrededor de 1400 millones de dólares.  Actualmente, Singhania está construyendo un rascacielos diez pisos más alto que el Antilia construido por Mukesh Ambani. La mansión de 30 pisos, llamada JK House, será una combinación de una residencia privada y una sala de exhibición textil.
Singhania está casado con Nawaz Modi Singhania. Ha sufrido de vitiligo (pérdida de pigmentación de la piel) desde una edad temprana. Su progresión se aceleró cuando tenía unos 30 años, como efecto secundario de la medicación.
En noviembre de 2018 Singhania renunció a la presidencia de Raymond Apparel, sin embargo se mantuvo en el consejo directivo. Posterior a eso, en enero de 2019 anunció que renunciará a todos sus cargos en el Grupo Raymond «para dar un avance hacia una estructura de gobierno empresarial altamente transparente».